# Puntate di The Eddy
Le otto puntate della miniserie televisiva The Eddy sono state trasmesse dalla piattaforma Netflix a partire dall'8 maggio 2020.
| n° | Titolo   | Data di pubblicazione |
| -- | -------- | --------------------- |
| 1  | Elliot   | 8 maggio 2020         |
| 2  | Julie    | 8 maggio 2020         |
| 3  | Amira    | 8 maggio 2020         |
| 4  | Jude     | 8 maggio 2020         |
| 5  | Maja     | 8 maggio 2020         |
| 6  | Sim      | 8 maggio 2020         |
| 7  | Katarina | 8 maggio 2020         |
| 8  | The Eddy | 8 maggio 2020         |

## Elliot
- Titolo originale: Elliot
- Diretto da: Damien Chazelle
- Scritto da: Jack Thorne

### Trama
Mentre Elliot, proprietario di un jazz club, si barcamena tra problemi economici, attriti nella band e l'arrivo della figlia, una svolta drammatica stravolge la sua vita.

## Julie
- Titolo originale: Julie
- Diretto da: Damien Chazelle
- Scritto da: Jack Thorne

### Trama
Julie s'iscrive a un liceo internazionale, ma presto diventa inquieta e inizia a comportarsi da sbandata. Intanto un preoccupato Elliot nasconde prove alla polizia.

## Amira
- Titolo originale: Amira
- Diretto da: Houda Benyamina
- Scritto da: Jack Thorne

### Trama
Dopo un funerale dall'atmosfera tesa, la band sorprende Amira con una cerimonia d'altro tipo. Elliot incontra l'uomo che lo aveva picchiato al club.

## Jude
- Titolo originale: Jude
- Diretto da: Houda Benyamina
- Scritto da: Jack Thorne, Rachel De-Lahay, Rebecca Lenkiewicz

### Trama
Jude trascorre una giornata intensa e frastornante con la sua ex e il nuovo compagno di lei. Elliot deve far fronte alle richieste della gang e della polizia.

## Maja
- Titolo originale: Maja
- Diretto da: Laïla Marrakchi
- Scritto da: Jack Thorne

### Trama
Proprio quando Elliot sta per chiudere un contratto discografico, Maja riceve l'offerta di un tour con un cantante famoso e decide di fare il punto sulla propria vita.

## Sim
- Titolo originale: Sim
- Diretto da: Laïla Marrakchi
- Scritto da: Jack Thorne, Hamid Hlioua

### Trama
In una corsa contro il tempo Elliot deve trovare le banconote sparite. Julie segue Sim mentre cerca di racimolare denaro per il pellegrinaggio alla Mecca di sua nonna.

## Katarina
- Titolo originale: Katarina
- Diretto da: Alan Poul
- Scritto da: Jack Thorne, Philip Howze, Rebecca Lenkiewicz

### Trama
Mentre la band registra con Franck Lévy, Katarina è oppressa del peso degli obblighi familiari e dai rimorsi. Julie e Sim decidono di ricominciare da zero.

## The Eddy
- Titolo originale: The Eddy
- Diretto da: Alan Poul
- Scritto da: Jack Thorne

### Trama
Mentre Elliot si prepara a tornare sul palco, la madre di Julie arriva a Parigi. Il fratello di Amira si presenta con un avvertimento e Sami aumenta la pressione.